# Irlanda
|  | «Irlanda» redirigeix aquí. Vegeu-ne altres significats a «Irlanda (desambiguació)». |

Irlanda (en irlandès, Éire, pronunciat [ˈeːɾʲə]; en anglès, Ireland, pronunciat [ˈaɪrlənd] o [ˈɑrlənd]), també anomenada República d'Irlanda (en irlandès, Poblacht na hÉireann, en anglès, Republic of Ireland), és un estat sobirà situat al nord-oest d'Europa que inclou 26 dels 32 comtats de l'illa d'Irlanda. La capital i la seva ciutat més gran és Dublín, situada a la part oriental de l'illa; la seva àrea metropolitana allotja una tercera part de la població total del país, que consta de 4,75 milions d'habitants. L'estat comparteix la seva única frontera terrestre amb Irlanda del Nord, una part del Regne Unit. La resta del seu territori està envoltada per l'oceà Atlàntic, amb la mar Cèltica al sud, el canal de Sant Jordi al sud-est, i el mar d'Irlanda a l'est. El seu sistema polític és el d'una república parlamentària centralista. El poder legislatiu, la Oireachtas, consisteix en una cambra baixa, el Dáil Éireann, i una cambra alta, el Seanad Éireann, i d'un president (Uachtarán) que té un caràcter principalment cerimonial, essent el cap d'estat, però amb alguns poders i responsabilitats. El cap del govern és el Taoiseach (primer ministre, literalment 'cap'),que és elegit pel Dáil i nomenat pel president; el Taoiseach nomena els altres membres del govern.
L'estat es va crear amb el nom l'Estat Lliure d'Irlanda el 1922 com a resultat del Tractat Angloirlandès. Des d'aquell moment va tenir l'estatus de Dominion fins al 1937, quan es va adoptar una nova constitució, en la qual l'estat passava a anomenar-se "Irlanda" i, efectivament, es convertia en una república, amb un president elegit i sense poders executius com a cap d'estat. Es va declarar una república, oficialment, el 1949, després de la Llei sobre la República d'Irlanda de 1948. Irlanda es va convertir en membre de les Nacions Unides el desembre de 1955. Es va afegir a la Comunitat Econòmica Europea (CEE), la predecessora de la Unió Europea, el 1973. L'estat no va tenir relacions formals amb Irlanda del Nord durant bona part del segle xx, però durant les dècades de 1980 i 1990 els governs britànic i irlandès van treballar conjuntament amb els partits nord-irlandesos per arribar a una resolució al conflicte nord-irlandès, conegut com "the Troubles" (els problemes). Des de la signatura de l'Acord de Divendres Sant, el 1998, el govern irlandès i l'executiu nordirlandès han cooperat en diverses àrees polítiques gràcies al Consell Ministerial Nord-Sud, creat per l'Acord.
Irlanda es troba entre els vint-i-cinc països més rics del món, en concepte de PIB per capita, i el desè país més pròsper del món segons l'Índex de prosperitat Legatum de 2015. Després d'unir-se a la CEE, Irlanda va aplicar un seguit de polítiques econòmiques liberals que van resultar en un creixement econòmic molt ràpid. El país va assolir una prosperitat considerable entre el 1995 i el 2007, passant a ser conegut com el període del "tigre celta". A això va seguir una crisi financera sense precedents que va començar el 2008, en conjunció amb el crack econòmic mundial. No obstant, com que la economia irlandesa va ser la que va créixer més dins de la UE el 2015, Irlanda torna a pujar a les taules comparatives de riquesa i prosperitat a nivell internacional. Per exemple, el 2015 Irlanda va situar-se en sisena posició (conjuntament amb Alemanya com el país més desenvolupat del món segons l'índex de desenvolupament humà de les Nacions Unides). També ha obtingut bons resultats en altres comparatives, com ara el de l'índex de llibertat de premsa, llibertat econòmica o llibertats civils. Irlanda és membre de la Unió Europea i membre fundadora del Consell d'Europa i de l'Organització de Cooperació i Desenvolupament Econòmic (OCDE). El govern irlandès ha seguit una política militar de neutralitat a partir del no alineament, política que es va prendre ja abans de la Segona Guerra Mundial, motiu pel qual el país no forma part de l'OTAN, tot i que és membre de l'Aliança per la Pau.

## Etimologia
L'estat de 1922, que comprenia 26 dels 32 Comtats d'Irlanda, va passar a ser conegut com l'Estat Lliure Irlandès (en anglès: Irish Free State). La Constitució d'Irlanda, adoptada el 1937, clarifica que «el nom de l'estat és Éire, o, en llengua anglesa, Ireland». La secció 2 de la Llei sobre la República d'Irlanda de 1948 exposa que «d'ara endavant es declara que la descripció de l'estat ha de ser República d'Irlanda». La llei de 1948 no anomena l'estat com a República d'Irlanda perquè aquest fet hagués entrat en conflicte amb la Constitució del país. Per a tots els propòsits oficials incloent-hi les relacions internacionals i altres documents legals, el govern irlandès utilitza el nom d'Ireland, a més d'utilitzar Éire per als documents escrits en llengua irlandesa.
Les institucions de la Unió Europea segueixen el mateix patró des que l'irlandès fou acceptat com a llengua oficial de la Unió l'1 de gener de 2007 i anomenen l'estat com Éire - Ireland, com els noms oficials que utilitzen per al passaport irlandès.
El nom de l'illa té el seu origen en l'irlandès antic Ériu (en irlandès modern Éire), ensems amb el terme germànic land. Ériu, del protocelta *Īwerjū (que també generà el gal·lès Iwerd, Mar d'Irlanda), originalment significava grassor, relacionat amb la fertilitat. Els celtes anomenaven Éire ( ? i  escolteu-ne la pronunciació en irlandès) a la població de l'illa d'Irlanda, de manera que la terra que habitaven va començar a anomenar-se Éireann. Amb l'arribada de la llengua anglesa, el nom es va adaptar i es va convertir en Ireland ( ? i  escolteu-ne la pronunciació en anglès), que vol dir, literalment, terra dels irlandesos.
El govern del Regne Unit utilitza el nom Eire (sense el diacrític) i, des del 1949, Republic of Ireland, per l'estat; no va ser fins al 1998, en el marc de l'Acord de Divendres Sant, que va passar a anomenar el país Ireland.
A més d'Ireland, Éire o the Republic of Ireland, l'estat també és conegut com la República (the Republic), Irlanda del Sud (Southern Ireland) o el Sud (the South). En el context del republicanisme irlandès sovint es fa referència al país com «l'Estat Lliure» o «els 26 comtats».
Avui en dia, el nom oficial de l'estat és Irlanda, Ireland (en anglès) i Éire en irlandès. República d'Irlanda, Republic of Ireland o Poblacht na hÉireann és l'escriptura del text oficial.

## Història

### Moviment del Home Rule
Entre l'entrada en vigor de l'Acta d'Unió, l'1 de gener de 1801, fins al 6 de desembre de 1922, l'illa d'Irlanda va formar part del Regne Unit de la Gran Bretanya i Irlanda. En el transcurs de la coneguda com a Gran Fam Irlandesa, entre el 1845 i el 1849, la població de l'illa, constituïda per uns vuit milions de persones, es va reduir en un 30%. Un milió d'irlandesos van morir de gana o per malalties, mentre que un altre milió i mig va emigrar, la majoria als Estats Units. Aquest fet va crear un patró d'emigració durant el segle següent, resultant en un declivi constant de la població fins a la dècada del 1960.

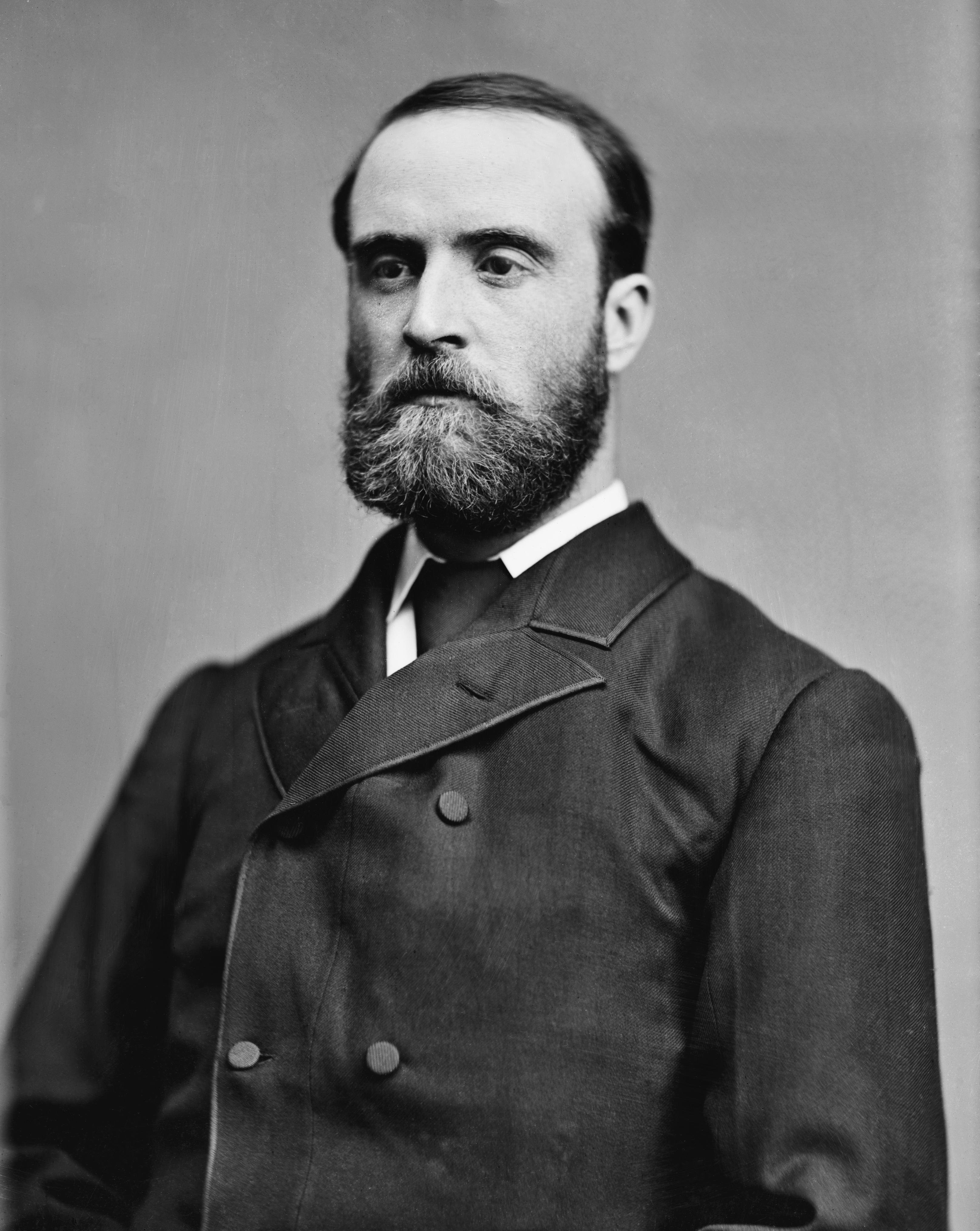
El Partit Parlamentari Irlandès va formar-se el 1882 liderat per Charles Stewart Parnell (1846–1891).

A partir del 1874, particularment sota el lideratge de Charles Stewart Parnell a partir del 1880, el Partit Parlamentari Irlandès va començar a guanyar popularitat. Aquest fet es va produir, en primer lloc, per l'agitament agrari que va generar la Lliga Irlandesa per la Terra, que va aconseguir una reforma agrària favorable als remences a través de les Lleis sobre la terra irlandeses, i, en segon lloc, mitjançant els intents per aconseguir el Home Rule ("el govern des de casa"), mitjançant dues lleis que haurien garantit una autonomia nacional limitada per Irlanda, tot i que no es van aprovar. No obstant, es va aconseguir, mitjançant la Llei sobre govern local de 1898, un cert control dels afers nacionals, que fins aquell moment havia estat en mans dels grand juries, formats principalment per terratinents d'ascendència protestant.
El Home Rule semblava més proper quan la Llei sobre el Parlament de 1911 va abolir el dret a veto que ostentava la Cambra dels Lords, i quan John Redmond va assegurar la tercera llei sobre el Home Rule el 1914. No obstant, el moviment unionista havia anat creixent des del 1886 entre els irlandesos protestants després de la introducció de la primera llei sobre el Home Rule, espantats per la possible discriminació i pèrdua de privilegis econòmics i socials que podien experimentar si els catòlics irlandesos assolien poder polític real. Al pas del segle xix al segle xx l'unionisme era particularment potent en algunes regions de l'Ulster, on la industrialització era més potent, en contrast amb la resta de regions de l'illa, que tenien un caràcter molt més agrícola, i on la població protestant era molt més prominent, essent majoritària en quatre comtats. Liderats per Sir Edward Carson, nascut a Dublín, líder del Partit Unionista Irlandès, i Sir James Craig, nascut a l'Ulster i líder del Partit Unionista de l'Ulster, els unionistes van convertir-se en un poder militant que s'oposava a la «coerció de l'Ulster». Després que la llei sobre el Home Rule passés el parlament, el maig de 1914, per evitar una revolta a l'Ulster, el primer ministre britànic, H. H. Asquith, va introduir una esmena a la llei, que va haver de ser acceptada forçosament per part dels líders del Partit Irlandès. Això va provocar que l'Ulster fos exclòs temporalment del marc en què treballava la llei durant un període de prova de sis anys, amb un seguit de mesures per determinar a la zona que, de moment, no es tindrien en compte.

### Revolució i passes cap a la independència

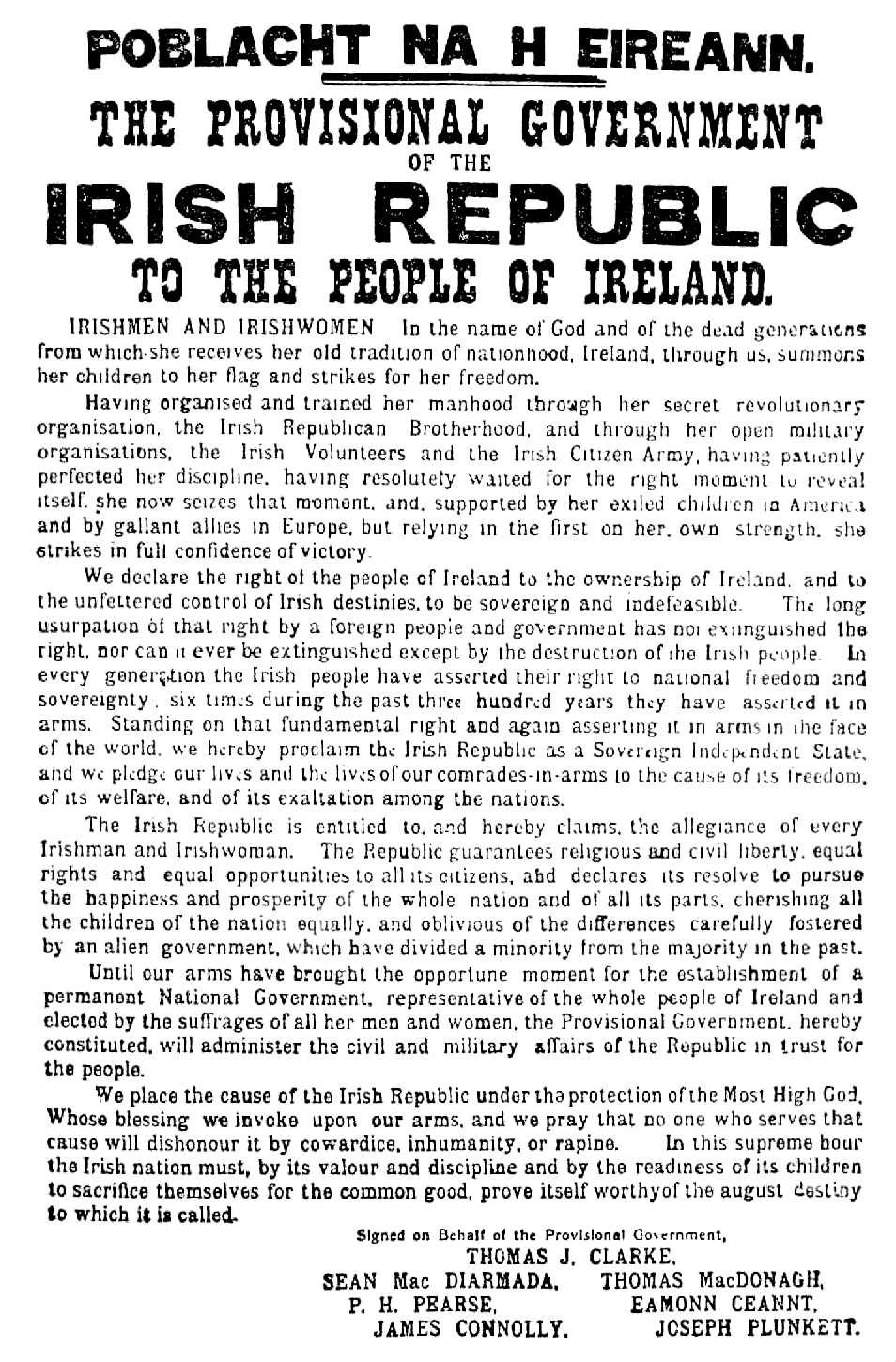
Proclamació de Pasqua, 1916

Tot i que va rebre el consentiment reial i va ser inscrit en els llibres estatutaris el 1914, la implementació de la tercera llei sobre el Home Rule va quedar suspesa fins que acabés la Primera Guerra Mundial, eliminant el perill d'una guerra civil a Irlanda. Amb l'esperança d'assegurar la implementació de la Llei un cop acabada la guerra mitjançant la participació irlandesa en la guerra, Redmond i els seus voluntaris nacionals irlandesos van donar suport al Regne Unit i als seus aliats. 175.000 homes es van allistar als regiments irlandesos de les divisions 10a (Irlandesa) i 16a (Irlandesa) del Nou Exèrcit britànic, mentre que els unionistes es van unir a la divisió 36a (Ulster).
La resta dels Voluntaris Irlandesos, que s'oposaven a donar suport al Regne Unit durant el conflicte, van iniciar una insurrecció armada contra el domini britànic durant l'alçament de Pasqua de 1916, juntament amb l'Exèrcit Ciutadà Irlandès. Aquest va començar el 24 d'abril de 1916 amb la declaració irlandesa d'independència. Després d'una setmana de combats intensos, principalment a Dublín, els rebels supervivents es van veure obligats a rendir les seves posicions. La majoria d'ells van ser empresonats, però quinze dels presoners (inclosos la majoria dels seus líders) van ser executats com a traïdors al Regne Unit. Entre els assassinats es trobaven Patrick Pearse, portaveu de l'alçament i la persona que havia assenyalat el començament del mateix als voluntaris, així com James Connolly, destacat socialista i fundador del sindicat Treballadors Industrials del Món, així com dels moviments sindicals d'Irlanda i Escòcia. Aquests esdeveniments, juntament amb la crisi conscriptiva de 1918, van tenir un efecte molt profund en el canvi de pensament de l'opinió pública irlandesa.
El gener de 1919, després de les eleccions generals del desembre anterior, 73 dels 106 membres del Parlament elegits a Irlanda formaven part del Sinn Féin, els quals van negar-se a prendre els seus escons a la Cambra dels Comuns del Regne Unit. En lloc d'això, van formar un Parlament irlandès que van anomenar Dáil Éireann. Aquest primer Dáil, el gener del 1919, va emetre una declaració d'independència i va proclamar la República Irlandesa. La declaració era, principalment, una reafirmació de la Proclamació del 1916, amb la provisió addicional que Irlanda ja no formava part del Regne Unit. La nova República Irlandesa va ser reconeguda internacionalment només per la República Soviètica de Rússia. L'Aireacht (Ministre) de la República Irlandesa va enviar una delegació liderada per un Ceann Comhairle (Cap del Consell, o portaveu, del Daíl) Seán T. O'Kelly a la Conferència de Pau de París del 1919, però no va ser admès.

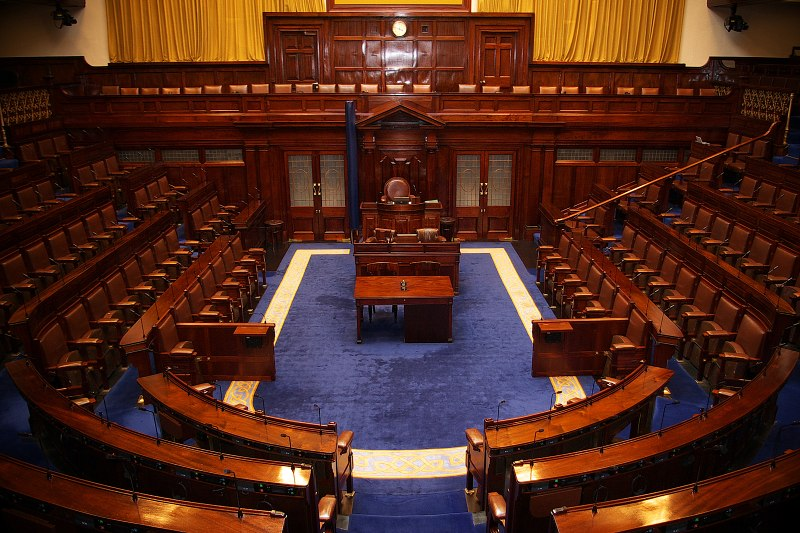
El 1922 es va establir un nou parlament, anomenat Oireachtas, del qual el Dáil Éireann es va convertir en la cambra baixa.

Després de la Guerra d'Independència i de la posterior treva anunciada el juliol del 1921, representants del govern britànic i els delegats del tractat irlandesos, liderats per Arthur Griffith, Robert Barton i Michael Collins, van negociar el Tractat Angloirlandès a Londres entre l'11 d'octubre i el 6 de desembre de 1921. Els delegats irlandesos van establir la seva seu al Hans Place de Knightsbridge, indret on van decidir, el 5 de desembre d'aquell any, recomanar al Dáil Éireann que acceptés el tractat en el marc d'unes discussions privades. El segon Dáil va ratificar el Tractat per un estret marge de vots.
Segons l'acord pres en el Tractat, el 6 de desembre de 1922 la totalitat de l'illa d'Irlanda es va convertir en un dominion autogovernat anomenat Estat Lliure d'Irlanda (Saorstát Éireann). Segons es podia llegir a la Constitució de l'Estat Lliure d'Irlanda, el Parlament d'Irlanda del Nord podia decidir abandonar l'Estat Lliure un mes més tard i retornar al Regne Unit. Durant aquest període, els poders del Parlament de l'Estat Lliure d'Irlanda i del Consell Executiu de l'Estat Lliure d'Irlanda no es van estendre a Irlanda del Nord. Així, Irlanda del Nord va decidir exercir el seu dret a abandonar el nou dominion i retornar al Regne Unit el 8 de desembre de 1922. Aquesta acció la va fer adreçant-se al rei, demanant "que els poders del Parlament i el Govern de l'Estat Lliure d'Irlanda ja no s'estenguin a Irlanda del Nord." L'Estat Lliure Irlandès era una monarquia constitucional que compartia el mateix monarca amb el Regne Unit i altres dominions de la Commonwealth britànica. El país tenia un governador-general (representant del monarca), un parlament bicameral, un govern anomenat "Consell Executiu", així com un primer ministre anomenat President del Consell Executiu.

### Guerra Civil irlandesa

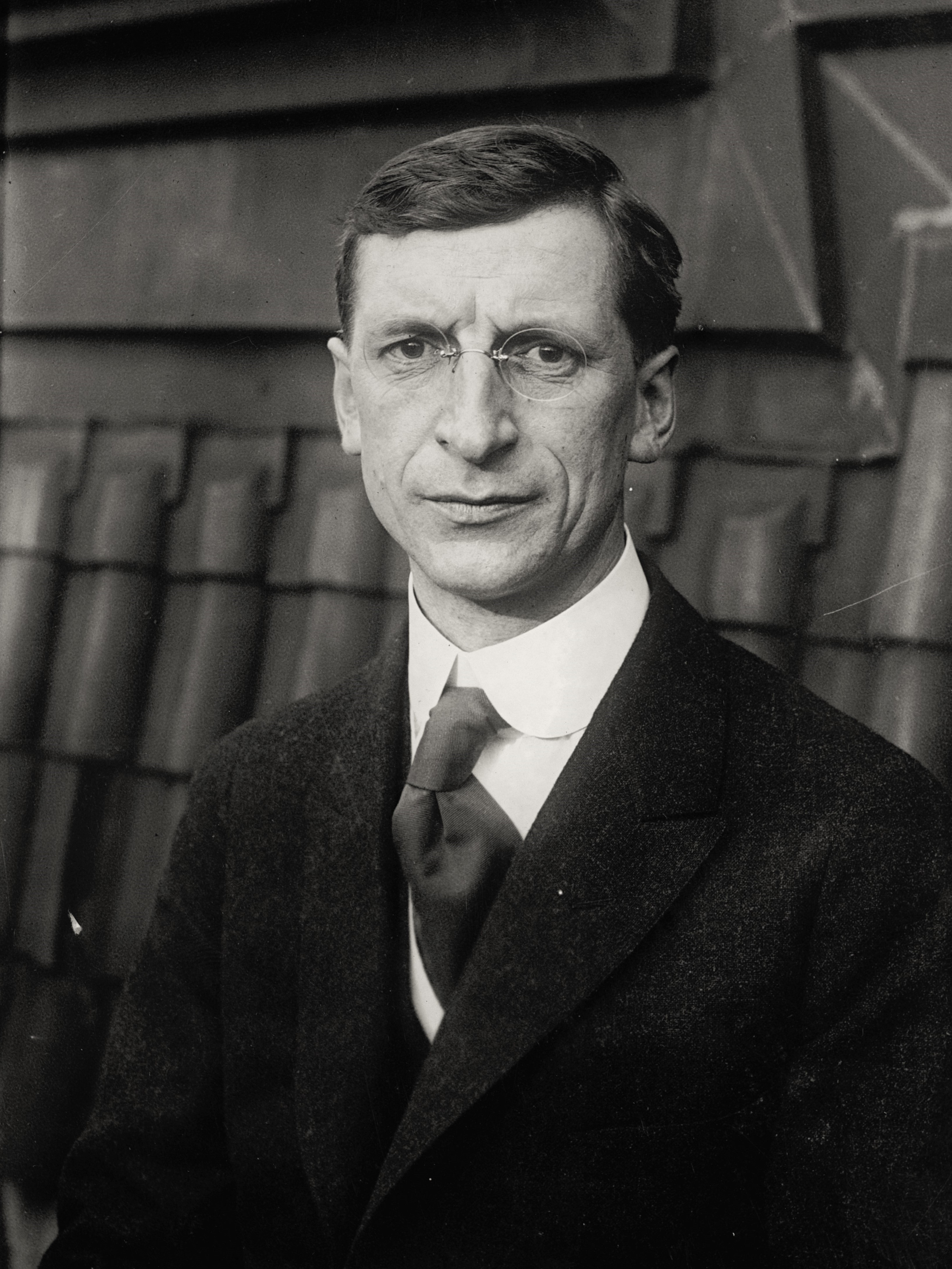
Éamon de Valera (1882–1975)

La Guerra Civil irlandesa (juny de 1922 – maig de 1923) va ser la conseqüència de la creació de l'Estat Lliure Irlandès. Les forces contràries al tractat, liderades per Éamon de Valera, consideraven que el fet d'acceptar el tractat abolia la República Irlandesa de 1919, a la que havien jurat lleialtat, exposant que, davant del suport públic que hi havia sobre l'acord, «la gent no té dret a fer les coses malament» (people have no right to do wrong). Estaven en contra principalment del fet que l'estat seguís formant part de l'Imperi Britànic, així com que els membres del Parlament de l'Estat Lliure haguessin de jurar el què els contraris al tractat veien com un jurament de fidelitat al rei britànic. Les forces favorables al tractat, liderades per Michael Collins, consideraven que el tractat no els donava "la llibertat definitiva que totes les nacions aspiren a desenvolupar, però si la llibertat d'aconseguir-ho".
A l'inici de la guerra, l'Exèrcit Republicà Irlandès (IRA, per les seves sigles en anglès) es va separar entre els dos bàndols: un IRA partidari del tractat i un IRA que n'era contrari. Els membres de l'IRA favorables al tractat es van dissoldre i van passar a formar part del recentment creat Exèrcit Nacional. Tot i així, com que l'IRA contrari al tractat no tenia una estructura de comandament efectiva, així com per la tàctica defensiva adoptada per les forces favorables al tractat, Michael Collins i els seus aliats van aconseguir formar un exèrcit amb desenes de milers de veterans de la Primera Guerra Mundial provinents dels regiments irlandesos de l'exèrcit britànic desmobilitzats el 1922, capaç de superar àmpliament les forces anti-tractat. A més, els britànics van aportar artilleria, aviació, armes automàtiques i munició a les forces pro-tractat; això, juntament amb l'amenaça del retorn de forces de la corona a l'Estat Lliure va comportar que la majoria de la població acceptés la necessitat de reforçar el tractat. La manca de suport públic de les forces anti-tractat, que sovint eren anomenats com irregulars, i la determinació del govern per eliminar-los, va contribuir significativament en la seva derrota.

### Constitució d'Irlanda de 1937
Després de la celebració d'un plebiscit nacional el juliol de 1937, la nova Constitució d'Irlanda (Bunreacht na hÉireann) va entrar en vigor el 29 de desembre d'aquell any. Aquesta va reemplaçar la Constitució de l'Estat Lliure d'Irlanda, a més de passar a anomenar l'estat com Irlanda (Ireland, en anglès, o Éire, en irlandès). Mentre que els Articles 2 i 3 de la Constitució definien el territori nacional com la totalitat de l'illa, també definien la jurisdicció de l'estat en aquells territoris que havien format part de l'Estat Lliure irlandès. L'antic govern de l'Estat Lliure havia abolit amb anterioritat el càrrec de governador-general el desembre de 1936. Tot i que la constitució establia el càrrec de President d'Irlanda, la qüestió de si Irlanda havia d'esdevenir una república va quedar sense resoldre. Els diplomàtics eren acreditats per part del rei, però el president exercia totes les funcions internes d'un cap d'estat. Per exemple, el president donava el consentiment a les noves lleis sota la seva pròpia autoritat, sense fer referència al rei Jordi VI, el qual només era un "òrgan" previst pels estatuts legals.
Irlanda es va mantenir neutral durant la Segona Guerra Mundial, un període que a l'illa va ser conegut com "L'Emergència". Els llaços d'Irlanda amb la Commonwealth es van trencar mitjançant la Llei sobre la República d'Irlanda de 1948, que va entrar en vigor el 18 d'abril de 1949, declarant-se l'estat com una república. En aquell moment, la declaració d'una república acabava automàticament amb la pertinença a la Commonwealth. Aquesta normativa es va canviar deu dies després que Irlanda es declarés com una república, mitjançant la Declaració de Londres del 28 d'abril de 1949. Irlanda no va respondre quan la normativa va canviar per permetre a les repúbliques afegir-se a la mancomunitat. Més tard, la Llei sobre la Corona d'Irlanda va ser substituïda per la Llei sobre la Revisió dels Estatuts Legals (Estatuts Irlandesos previs a la Unió) de 1962.

### Història recent

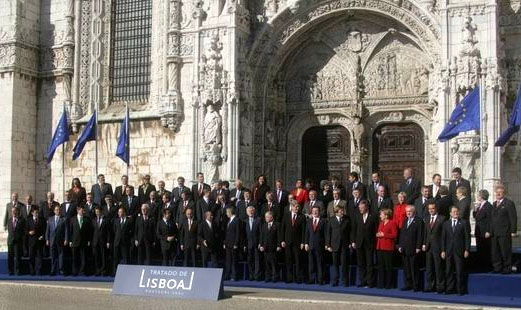
El 1973 Irlanda es va afegir a la Comunitat Econòmica Europea, juntament amb el Regne Unit i Dinamarca. El país va signar Tractat de Lisboa el 2007.

Irlanda va passar a formar part de les Nacions Unides el desembre de 1955, després d'haver-li estat negada la pertinença a conseqüència de la seva neutralitat durant la Segona Guerra Mundial i per no haver donat suport a la causa aliada. En aquells temps, unir-se a l'ONU suposava comprometre's a utilitzar la força per aturar l'agressió d'un estat contra un altre si l'ONU ho considerava necessari.
Durant la dècada del 1950, va començar a créixer l'interès a Irlanda per formar part de la Comunitat Econòmica Europea (CEE), així com per ser membre de l'Àrea de lliure comerç europea. En el moment en què el Regne Unit va intentar esdevenir membre de la CEE, Irlanda va enviar la seva sol·licitud per formar-ne part el juliol de 1961, principalment per les relacions econòmiques que tenia amb el mateix Regne Unit. Tot i així, els membres fundadors de la CEE eren escèptics en relació amb la capacitat econòmica d'Irlanda, la seva postura neutral, així com la seva política proteccionista. Molts economistes i polítics irlandesos van veure, en aquell moment, que necessitaven emprendre una reforma econòmica. El 1963 es va complicar la seva entrada a la CEE quan el president francès, el general Charles de Gaulle, va declarar que França s'oposava a l'entrada del Regne Unit, tancant-se les negociacions amb tots els altres països candidats. No obstant, el 1969, el seu successor, Georges Pompidou, no va oposar-se a l'entrada del Regne Unit i Irlanda. Les negociacions van començar el 1972, moment en què es va signar el Tractat d'Accés. El 1972 es va celebrar un referèndum que va confirmar l'entrada d'Irlanda, que finalment es va afegir a la CEE el 1973.
La crisi econòmica de la fi de la dècada de 1970 encara va ser alimentada per part del pressupost del govern del Fianna Fáil, que eliminava els imposts als cotxes, es supeditava als préstecs bancaris i patia la inestabilitat econòmica global produïda per la crisi del petroli de 1979. A partir del 1989 es van produir molts canvis en les polítiques del país, incloent una reforma econòmica, reducció dels impostes, reforma del sistema sanitari i un increment de la competència. A més, es van prohibir els préstecs per finançar les despeses corrents. Aquesta política es va iniciar durant el període 1989–1992, moment en què governava el Fianna Fáil amb els Progressive Democrats, i es va mantenir durant els governs subseqüents, coalicions del Fianna Fáil amb els laboristes, i del Fine Gael, Laboristes i Democratic Left. Irlanda es va convertir en una de les economies que creixien més ràpid als últims anys del segle xx, en el que es coneix com el període del tigre celta, que es va allargar fins a la crisi financera de 2007-08. En qualsevol cas, a partir del 2014 Irlanda va experimentar un increment en l'activitat econòmica.
Amb relació a la qüestió d'Irlanda del nord, els governs britànic i irlandès van cercar una resolució pacífica al conflicte violent, que involucrava unitats paramilitars i l'exèrcit britànic, al nord de l'Illa, en una confrontació coneguda com The Troubles. El 1998 es va aprovar un acord de pau, conegut com l'Acord de Divendres Sant, en referèndums organitzats tant al nord com al sud de l'illa. Com a part de l'acord de pau, les peticions territorials al Nord d'Irlanda van ser abolides dels articles 2 i 3 de la Constitució irlandesa. En el seu full blanc sobre el Brèxit, el Regne Unit es comprometia a complir amb l'Acord de Divendres Sant. En relació amb l'estatus d'Irlanda del Nord, el govern britànic va assegurar que "preferia mantenir la posició constitucional d'Irlanda del Nord", és a dir, "com a part del Regne Unit, però amb llaços ferms amb Irlanda".

## Geografia

### Geografia física

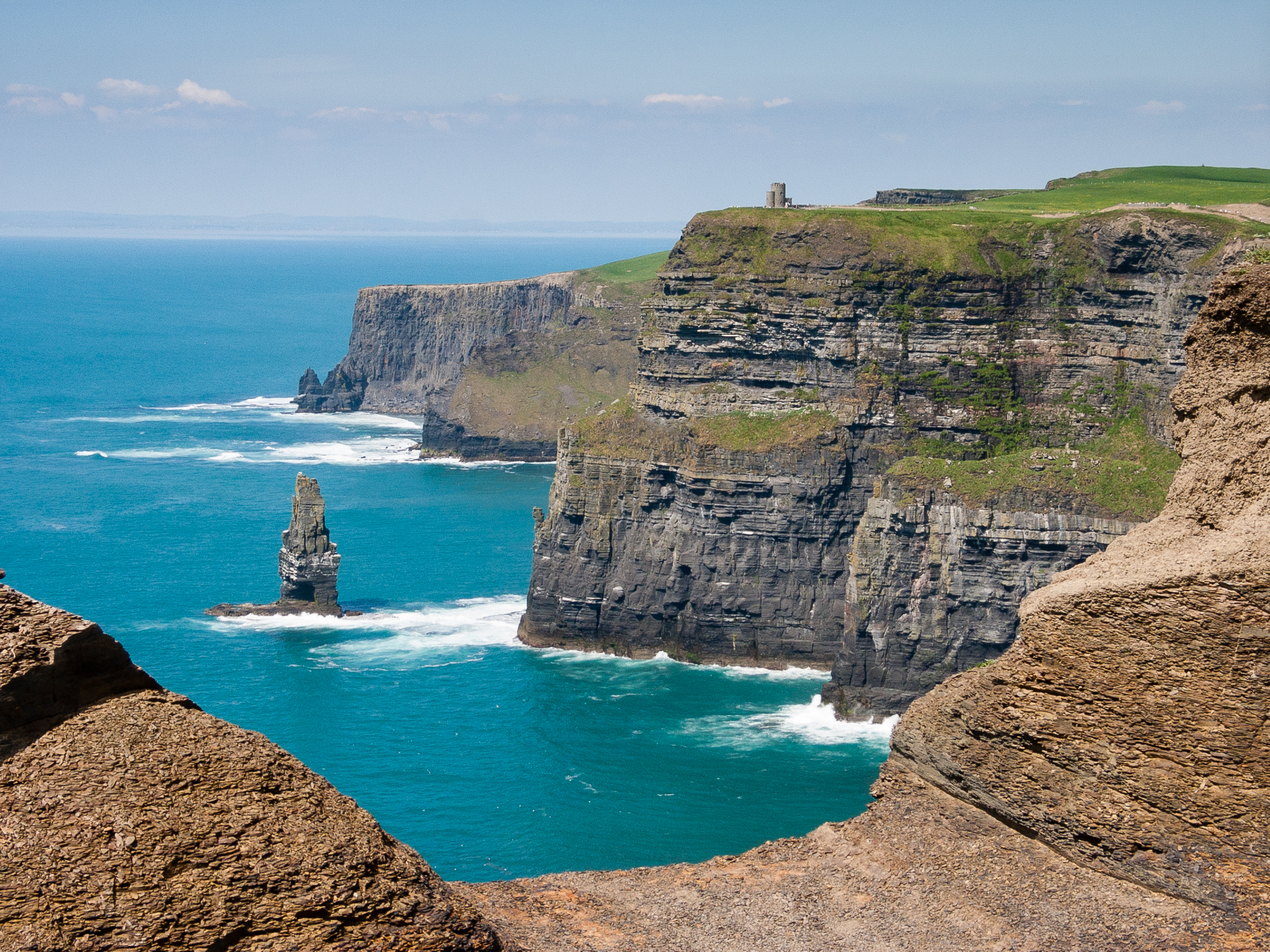
Els penya-segats de Moher a la costa atlàntica

L'estat d'Irlanda s'expandeix per una àrea aproximada de 70.273 km² de l'illa d'Irlanda, que consta d'una àrea de 84.421 km², essent la resta de l'illa part d'Irlanda del Nord. L'illa limita al nord i a l'oest amb l'oceà Atlàntic, i al nord-est amb el Canal del Nord. A l'est es troba el mar d'Irlanda, que connecta amb l'Atlàntic mitjançant el Canal de Sant Jordi. Al sud-oest limita amb la Mar Cèltica.
El paisatge occidental consisteix principalment de penya-segats escarpats, turons i muntanyes. Les terres baixes centrals estan cobertes, principalment, per dipòsits glacials d'herba i sorra, així com d'àrees significatives de torberes i diversos llacs. El punt més alt de l'illa és el Carrantuohill (1.038 metres), situat a la serralada dels Macgillicuddy's Reeks, al sud-oest. El riu Shannon, que travessa les terres baixes centrals, és el riu més llarg d'Irlanda amb els seus 386 km de llargada. La costa occidental és més escarpada que la oriental, contenint nombroses penínsules, caps i badies.

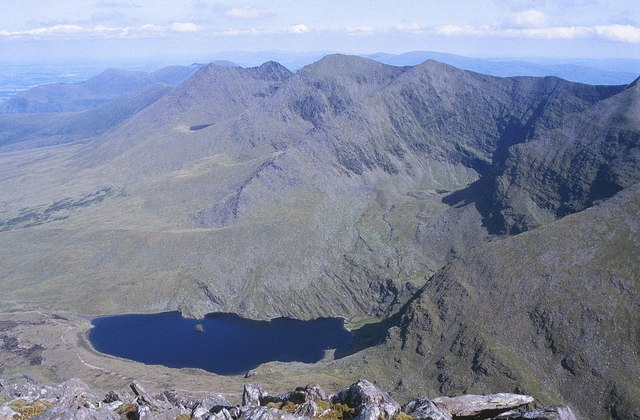
Macgillicuddy's Reeks, serralada situada al comtat de Kerry, conté els cims més alts d'Irlanda

Abans de l'arribada dels primers humans a Irlanda, fa uns 9.000 anys, la terra estava principalment ocupada per boscos de roures, freixes, oms, avellaners, teix i d'altres arbres nadius. Es creu que l'expansió de la torba i l'ús de la terra pel conreu van ser la principal causa de desforestació de l'illa durant els segles següents. Avui dia, només el 12% de l'illa és boscosa, de la qual la major part es compon principalment de plantacions coníferes no autòctones destinades a l'ús comercial. Tot i així, les condicions ideals del sòl, les altes pluges i el clima temperat han convertit Irlanda en un dels boscos amb majors índexs de creixement d'Europa. Les tanques vegetals, utilitzades tradicionalment per definir els límits de les propietats, són un substitut important de l'hàbitat boscà, proveint refugi per la flora i la fauna salvatge, permetent l'existència d'un gran repertyori d'insectes, ocells i mamífers.

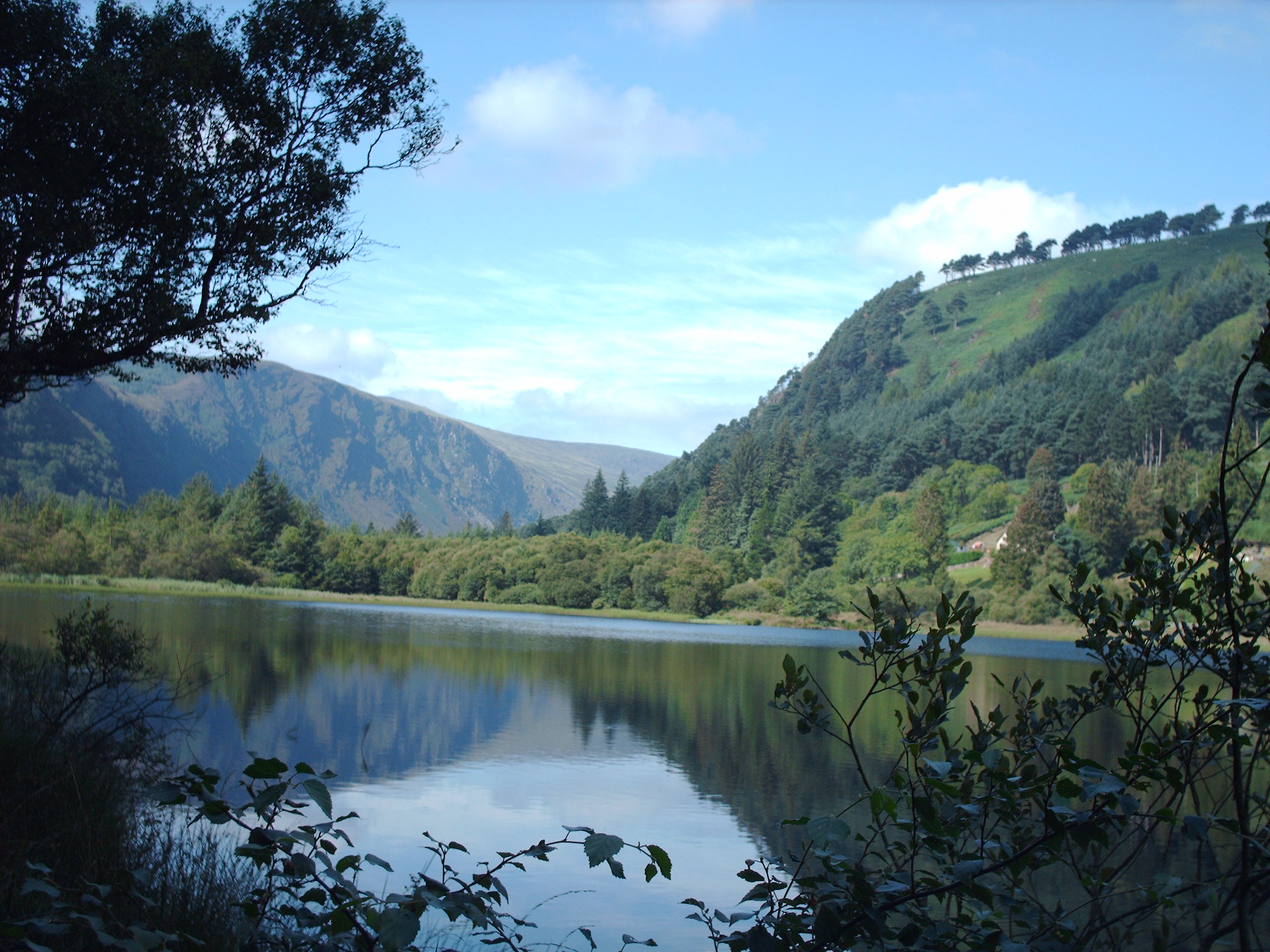
La vall de Glendalough, situada al comtat de Wicklow

L'agricultura representa el 64% total de l'àrea del país. This has resulted in limited land to preserve natural habitats, in particular for larger wild mammals with greater territorial requirements. La llarga història de la producció agrícola de l'illa es combina, actualment, amb els mètodes agrícoles moderns, com ara els pesticides i els fertilitzants, que han posat una nova pressió a la biodiversitat.

### Clima
L'Oceà Atlàntic i la influència calenta del corrent del Golf afecten els patrons climàtics d'Irlanda. Les temperatures difereixen de manera regional, amb unes àrees centrals i orientals que tendeixen a patir una climatologia més extrema. Tot i així, al tenir un clima temperat oceànic, les temperatures no acostumen a baixar dels -5 °C a l'hivern, o a pujar dels 26 °C a l'estiu. La temperatura més alta mai enregistrada a Irlanda va ser de 33,3 °C el 26 de juny de 1887 al Castell de Kilkenny, a Kilkenny, mentre que la temperatura més baixa mai registrada va ser de -19,1 °C al Castell de Markree, a Sligo. La pluja és més abundant durant els mesos d'hivern i menys present durant els mesos d'estiu. A les regions del sud-oest es produeixen els aiguats més importants, com a resultat dels vents occidentals, mentre que Dublín és la zona on es reben menys pluges. La durada de la llum del Sol és més llarga al sud-est del país. L'extrem nord i occidental són els dos punts més ventosos de tot Europa, fet que ha significat una gran potenciació de l'energia eòlica.
Irlanda, normalment, reb entre 1.100 i 1.600 hores de Sol cada any, tenint la major part de les regions una mitjana de 3.25 i 3.75 hores de Sol al dia. Els mesos més assolellats són el maig i el juny, que tenen una mitjana de 5 i 6.5 hores cada dia a la major part del país. La part més meridional de l'illa és la que reb més sol, amb unes 7 hores d'insolació al dia a principi d'estiu. Desembre és el mes més fosc, amb una mitjana diària d'insolació que va des d'una hora al nord a les dues hores al sud. L'estiu més assolellat del període entre 1881 i 1980 va ser el 1887, segons registres del Phoenix Park de Dublin; 1980 va ser el més fosc.

### Fauna

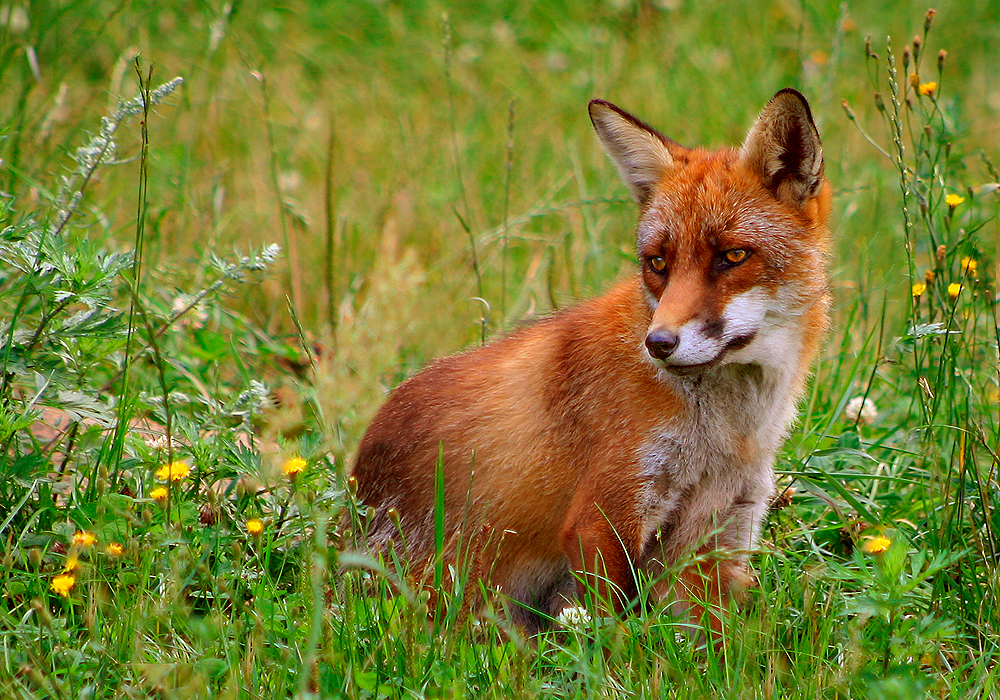
Guineu roja.

A causa del seu aïllament des de la fi de les glaciacions würmianes respecte a les àrees continentals i inclús respecte a la Gran Bretanya, la fauna terrestre autòctona és pobre: guineus, fures, llebres i pocs cèrvids constitueixen l'elenc principal; només existeixen dos rèptils autòctons, el tritó i el vidriol. La fauna d'aus i mamífers amfibis també es troba reduïda per la depredació. El gran gavot —l'au que en un primer moment fou anomenada pingüí, encara que no pertanyia a la família dels pingüins australs— s'extingí en el segle xvii.

### Flora
Degut al clima temperat oceànic, moderat pel corrent del Golf, i a l'alta humitat (reforçada per la presència d'abundants torberes) l'illa està quasi íntegrament coberta per praderia on predomina el trèvol (símbol nacional i tradicional de la cultura irlandesa), sobre torba formada a partir de la descomposició de plantes com l'esfagne; la pradera irlandesa posseeix un color verd intens que ha donat lloc que Irlanda sovint rebi el sobrenom de "La Verda Erin".
Actualment queden pocs boscos a Irlanda; fins a l'edat mitjana gran part d'Éire, igual que les altres illes britàniques, era coberta de boscos caducifolis com el roure, l'alzina, el vern i l'om; gran part d'aquells boscos van ser talats pels invasors anglesos per a estendre les pastures d'ovins i la construcció de vaixells; amb la Revolució Industrial els anglesos accentuaren la deforestació en utilitzar la fusta també per fer carbó vegetal.

## Política i govern

### Estructura constitucional
Irlanda és una república constitucional amb un sistema parlamentari de govern. L'Oireachtas és el parlament nacional bicameral, compost pel President d'Irlanda i les dues cambres de l'Oireachtas: el Seanad Éireann (Senat) i el Dáil Éireann (cambra de representants). Áras an Uachtaráin és la residència oficial del President d'Irlanda, mentre que les dues cambres de l'Oireachtas es reuneixen a la Leinster House de Dublín.

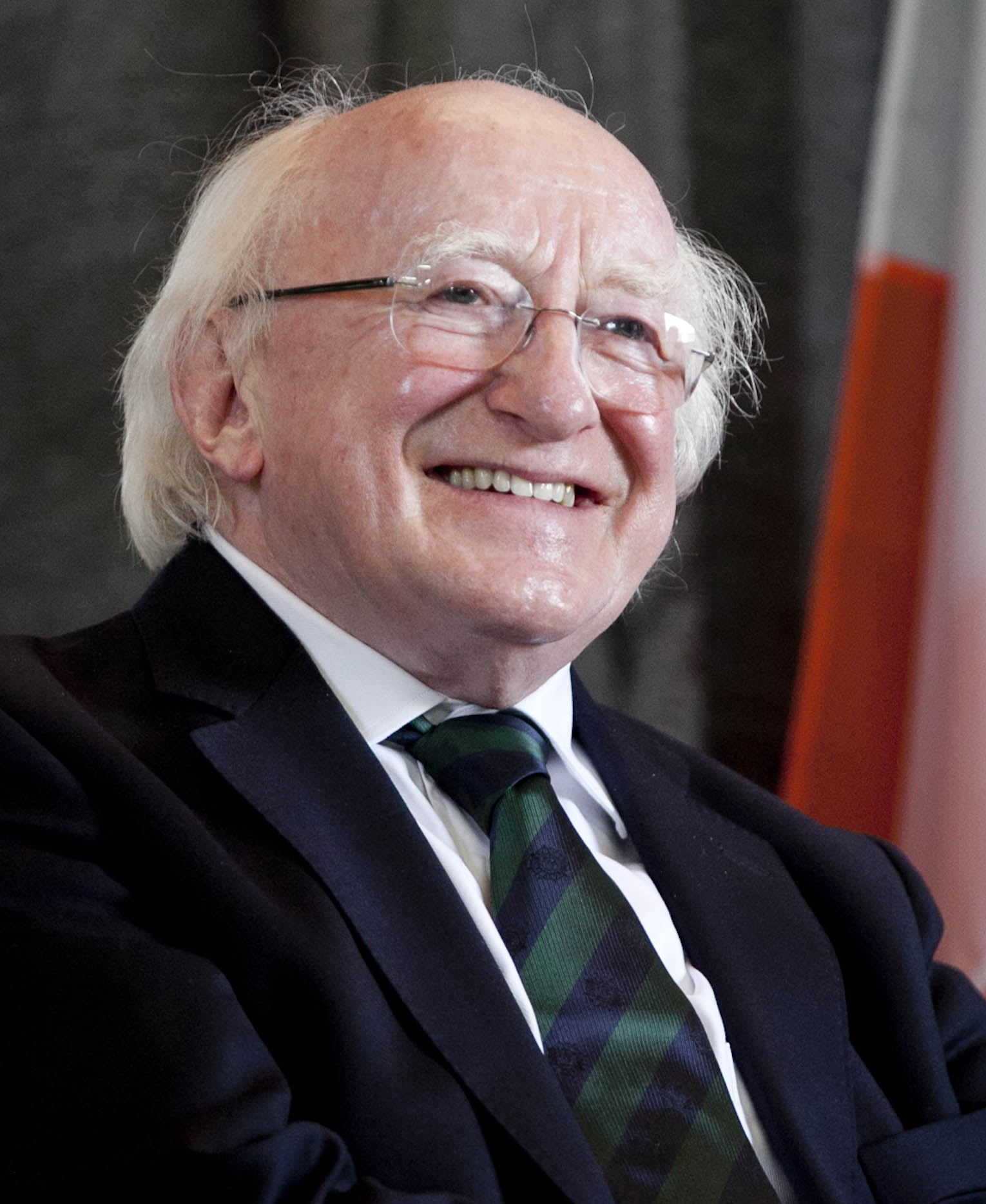
President Michael D. Higgins

El president del país fa les funcions de cap d'estat, essent elegit en mandats de set anys de duració, amb la possibilitat de ser reelegit només en una ocasió. La figura del president és principalment cerimonial, tot i que disposa de certs poders constitucionals, essent aconsellat pel Consell d'Estat. L'oficina té discreció absoluta en algunes àrees, com ara la de passar una llei al Tribunal Suprem per valorar-ne la seva constitucionalitat. Michael D. Higgins es va convertir en el novè President d'Irlanda l'11 de novembre de 2011.
El Taoiseach (Primer Ministre) és el cap de govern del país, essent escollit pel President després de ser nomenat pel Dáil. La majoria dels Taoisigh han estat els líders polítics del partit amb més escons aconseguits a les eleccions nacionals. S'ha convertit en una costum la formació de coalicions per formar govern, no produint-se cap govern d'un sol partit des del 1989. Leo Varadkar va succeir a Enda Kenny com a Taoiseach el 14 de juny de 2017.

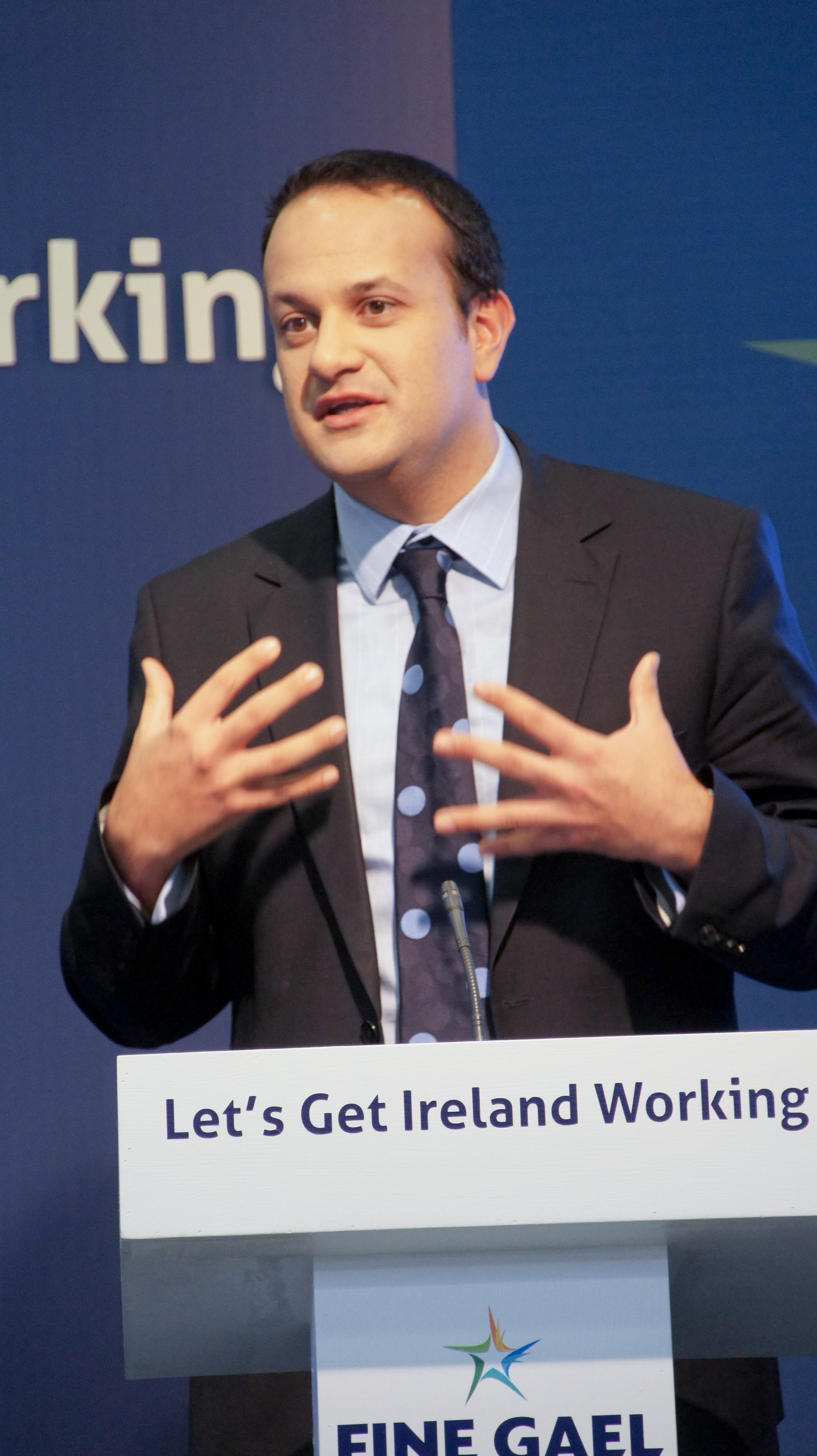
Taoiseach Leo Varadkar

El Seanad està compost per seixanta membres, essent-ne onze nomenats pel Taoiseach, sis elegits per dues universitats, i 43 elegits entre representants públics de candidatures establertes segons bases vocacionals. El Dáil consta de 158 membres (Teachtaí Dála) escollits per representar els escons de les circumscripcions en què es divideix el país, essent elegits mitjançant un sistema de representació proporcional mitjançant el vot únic transferible.
El govern està limitat, constitucionalment, a quinze membres. Només dos dels seus membres poden ser elegits del Seanad, i el Taoiseach, el Tánaiste (viceprimer ministre) i el Ministre de Finances han de ser obligatòriament membres del Dáil. El Dáil s'ha de dissoldre cinc anys després de la seva primera reunió, després de les eleccions prèvies, moment en què s'han de convocar unes eleccions generals pels membres del parlament abans de passats els següents trenta dies des de la seva dissolució. Segons la Constitució d'Irlanda, les eleccions parlamentàries s'han de celebrar, com a mínim, cada set anys, tot i que es pot establir un límit inferior mitjançant una llei estatutària. El govern actual del país està format per membres del Fine Gael, liderats per Leo Varadkar com a Taoiseach i Simon Coveney com a Tánaiste. Reb el suport d'un nombre d'independents entre els que es troben Shane Ross i l'exsenadora Katherine Zappone. Aquest govern en minoria es manté amb el suport sense participació del Fianna Fáil.
Irlanda és estat membre de la Unió Europea des del 1973, tot i que va decidir mantenir-se fora de l'espai Schengen. Els ciutadans del Regne Unit poden entrar lliurement al país sense passaport gràcies a la Common Travel Area, espai lliure de passaport que compren les illes d'Irlanda, la Gran Bretanya, l'Illa de Man i les illes del Canal. Tot i així, es necessita disposar d'algun tipus de document identificatiu en aeroports i ports.

### Govern local
La Llei sobre govern local de 1898 és el document constitutiu de l'actual sistema de govern local del país, mentre que la vintena esmena de la Constitució de 1999 preveu el seu reconeixement constitucional. No obstant, els vint-i-sis comtats tradicionals d'Irlanda no sempre s'adapten exactament amb les divisions administratives actuals, tot i que generalment s'utilitzen com un marc geogràfic de referència entre la població del país. La Llei de reforma del govern local de 2014 va proveir un sistema de trenta-una autoritats locals; vint-i-dos consells comtals, dos consells comtals i municipals, i tres consells municipals. A continuació es mostren, amb l'excepció de la regió de Dublín i els tres consells municipals, els districtes municipals.
| Mapa dels comtats d'Irlanda | 'República d'Irlanda' 1. Dublín - Bhaile Átha Cliath 2. Wicklow - Cill Mhantáin 3. Wexford - Loch Garman 4. Carlow - Ceatharlach 5. Kildare - Cill Dara 6. Meath - An Mhí 7. Louth - Lú 8. Monaghan - Muineachán 9. Cavan - An Cabhán 10. Longford - An Longfort 11. Westmeath - An Iarmhí 12. Offaly - Uíbh Fhailí 13. Laois - Laoighis 14. Kilkenny - Cill Chainnigh 15. Waterford - Port Láirge 16. Cork - Chorcaí | 1. Kerry - Ciarraí 2. Limerick - Luimneach 3. Tipperary - Tiobraid Árann 4. Clare - An Clár 5. Galway - Na Gaillimhe 6. Mayo - Maigh Eo 7. Roscommon - Ros Comáin 8. Sligo - Sligeach 9. Leitrim - Liatroim 10. Donegal - Dún Na Ngall Irlanda del Nord (del Regne Unit): 1. Fermanagh - Fear Manach 2. Tyrone - Tír Eoghain 3. Derry/Londonderry - Doire 4. Antrim - Aontroma 5. Down - An Dún 6. Armagh - Ard Mhacha |

Les autoritats locals són responsables de matèries com la planificació, les carreteres locals, la sanitat i les biblioteques. Les circumscripcions del Dáil han de seguir les fronteres dels comtats sempre que sigui possible. Els comtats amb més població tenen més d'una circumscripció, però generalment no es creuen les fronteres dels comtats. Els comtats s'agrupen en vuit regions, cada una de les quals disposa d'una autoritat regional, composta per membres delegats dels diversos comtats i dels consells municipals de la regió. Les regions no disposen de cap paper administratiu directe, tot i que participen en qüestions de planificació, coordinació i elaboració de dades estadístiques.

## Economia
| Exportacions a | Exportacions a | Importacions de | Importacions de |
| País           | Percentatge    | País            | Percentatge     |
| -------------- | -------------- | --------------- | --------------- |
| Estats Units   | 18,6%          | Regne Unit      | 37,1%           |
| Regne Unit     | 17,4%          | Estats Units    | 13,8%           |
| Bèlgica        | 15,3%          | Alemanya        | 9,2%            |
| Alemanya       | 7,4%           | França          | 4,5%            |
| França         | 6,4%           | Japó            | 4%              |
| Països Baixos  | 5,6%           | Països Baixos   | 3,5%            |
| Altres         | 29,3%          | Altres          | 27,9%           |

L'economia d'Irlanda s'ha transformat en anys recents d'una economia agrícola a una depenent del comerç, la indústria i la inversió. El creixement mitjà d'Irlanda en el període de 1995-2000 va ser del 10% anual, i 7% de 2001-2004. La indústria, que representa el 46% del Producte interior brut, el 80% de les exportacions i el 29% de la força laboral, ha pres el lloc de l'agricultura com el principal sector de l'economia. Durant el primer període de creixement, Irlanda seria coneguda com el Tigre Celta. Encara que l'economia ha estat afectada per la desacceleració mundial, les taxes de creixement encara són molt elevades: 6% durant el 2001 i 2002, 4% el 2004 i 4,7% el 2005. El creixement, però, ha estat acompanyat per inflació, especialment al voltant de la capital, Dublín, on viu el 30% de la població de l'Estat.
Les exportacions han tingut un paper molt important en el creixement de l'Estat, però, l'economia també s'ha beneficiat d'un increment en la despesa del consumidor, en les construccions i en les inversions de negocis. Irlanda és el major exportador de béns i serveis relacionats amb programari.
El 2005 el PIB per capita d'Irlanda era el quart més alt del món (en paritat de poder adquisitiu) darrere de Luxemburg, Noruega i els Estats Units. Ocupa la vuitena posició mundial de l'Índex de Desenvolupament Humà del món, elaborat per les Nacions Unides, i la primera posició de l'Índex de Qualitat de Vida elaborat per la Unitat d'Intel·ligència de la revista britànica The Economist.

## Geografia humana i societat

### Etnografia i immigració
La majoria del poble irlandès és d'origen celta, amb minories vikinga i anglo-normanda, així com escocesa i gaèlica. Irlanda ha experimentat un influx sorprenent d'immigrants dels nous estats de la Unió Europea i és el segon país europeu amb taxa de natalitat estimada més alta en 2020, amb 1,77 fills per dona, darrere de França amb 1,78. S'estima que 210.000 immigrants han arribat de Polònia, Lituània, Letònia i Estònia. La comunitat asiàtica ha estat estimada en 22.000 persones i la nigeriana en 9.000.{{quan}

### Llengua
L'irlandès, una llengua de la branca goidèlica de les llengües cèltiques, era l'únic idioma parlat a l'illa fins a la imposició de l'anglès en els àmbits oficials i la pèrdua de prestigi del gaèlic, convertit en una parla popular. Avui en dia, des de la proclamació de la República, és cooficial amb l'anglès en tot el territori, i segueix sent la llengua majoritària en aquells territoris coneguts com a Gaeltachtaí, plural de Gaeltacht, encara que es troba en situació de retrocés i davallada, tot i els esforços del govern per fomentar-la. A les altres àrees, el nivell de coneixement varia enormement segons les estadístiques, però en general es pot dir que l'anglès és majoritari a gairebé tot arreu de l'illa. L'aprenentatge de l'irlandès és obligatori en l'educació primària i secundària de l'Estat.

## Cultura

### Literatura
Dins la literatura de l'illa d'Irlanda, segurament l'element més famós és el Llibre de Kells, també conegut com el Gran Evangelari de Sant Columba, que és un manuscrit il·lustrat amb motius ornamentals, fet per monjos celtes cap a l'any 800.
Peça principal del cristianisme irlandès i de l'art irlandès-saxó, constitueix, tot i estar incomplet, un dels més sumptuosos manuscrits il·luminats que ha sobreviscut a l'edat mitjana. A causa de la seva bellesa i l'excel·lent tècnica del seu acabat, aquest manuscrit és considerat per molts especialistes com un dels més importants vestigis de l'art religiós medieval.
Escrit en llatí, el Llibre de Kells conté els quatre Evangelis del Nou Testament.
La poesia irlandesa representa la poesia vernacla més antiga d'Europa. Els exemples més primerencs, com hem vist, daten del segle vi, i consisteixen generalment en petites obres lírica que tracten de temes religiosos o naturalistes. Van ser compostes freqüentment pels escrivans als marges dels manuscrits il·lustrats que ells mateixos copiaven.
D'Irlanda també n'han sorgit escriptors com Jonathan Swift, Brendan Behan, Douglas Hyde, Flann O'Brien, Sheridan Le Fanu, Sean O'Casey, George Berkeley, James Joyce, George Bernard Shaw, Richard Brinsley Sheridan, Oliver Goldsmith, Oscar Wilde, Bram Stoker, W. B. Yeats, Samuel Beckett, Herminie T. Kavanagh i molts altres.

### Tradicions
La festa nacional és el 17 de març, en honor del patró d'Irlanda; sant Patrici (Saint Patrick), que va fomentar el cristianisme a l'illa. Sovint es fa servir la metàfora de l'expulsió de les serps de l'illa per part del sant per parlar de l'expulsió dels pagans. L'arpa, que apareix a l'escut de la província de Leinster i el trèvol de quatre fulles, també són símbols amb els quals s'identifiquen els irlandesos. També es podria parlar del color verd com a senyal identificador dels irlandesos i immigrants arreu del món provinents d'Irlanda.
L'endemà de Nadal, el 26 de desembre, se celebra Sant Esteve.
L'1 de febrer és la festa catòlica de l'Imbolc, Candlemas en anglès, o purificació de la Verge i presentació de l'infant Jesús al temple.
Altres celebracions precristianes conserven els seus noms pagans en irlandès i ara són el nom d'alguns dels mesos de l'any: Bealtaine (Maig), Lúnasa (Agost) o Samhain (Novembre). Aquesta última, una mena d'equivalent precristià de Tots Sants, encara és celebrada popularment, tot i que amb el nom de Halloween.

### Cine
Diverses són les figures internacionals que ha aportat el país i que han triomfat a Hollywood com Maureen O'Hara, Barry Fitzgerald, George Brent, Arthur Shields, Maureen O'Sullivan, Richard Harris, Peter O'Toole, Pierce Brosnan, Gabriel Byrne, Brendan Gleeson, Daniel Day-Lewis, Colm Meaney, Colin Farrell, Brenda Fricker, Jonathan Rhys-Meyers, Stuart Townsend, Cillian Murphy, Michael Gambon i Evanna Lynch. També destaquen directors com Neil Jordan o Jim Sheridan.
Diverses són les pel·lícules que s'han rodat al país com Braveheart, Excalibur,
P.S. I Love You, El Rei Artur: la verdadera història que inspirà la llegenda,
Saving Private Ryan o Ballykissangel. També cal recordar pel·lícules que han evocat la història del país com Michael Collins, basada en la vida del revolucionari irlandès.

### Música
Després de la independència el 1920, moltes persones van mobilitzar-se per a salvar el patrimoni folclòric i musical, descuidat i menyspreat sota l'ocupació anglesa.
Des del 1935 l'Irish Folklore Commission va començar a registrar cantants populars i crear un arxiu (en paper i àudio) molt ric que mostra la llarga i profunda tradició musical. Aquest arxiu encara inspira músics d'avui.
Dins la música tradicional moderna sobresurten Enya, The Dubliners, Tara Blaise i The Chieftains entre d'altres, a més de James Galway (flautista clàssic). A part de la música tradicional destaquen figures musicals de la darreria del segle xx com Christy Moore, Pat Ingolsby, Shane MacGowan i Sinéad O'Connor, el grup de rock U2, i altres com The Corrs, The Cranberries, Bob Geldof, Thin Lizzy, Horslips, Rory Gallagher, Westlife, One Direction i Chris De Burgh.
Un dels cantants de One Direction, Niall Horan va néixer a aquesta República.

### Mitologia
Una part de la mitologia del poble irlandès està basat en la narració arturiana amb la princesa Isolda (coneguda també com a Isolda la Justa i Isolda de la Bella), que és filla del rei Anguish i d'Isolda, la reina mare. És un dels personatges principals dels poemes Tristà de Béroul, Tomàs d'Anglaterra i Jofré d'Estrasburg.
Altres de les llegendes de la mitologia de l'illa són el místic Leprechaun, savi i adinerat Goblin que si enxampes, et regalarà el seu or perquè el deixis marxar.

### Gastronomia
Els exemples més típics de plats de la cuina irlandesa són l'Irish stew, i també el bacó amb col (bullits junts). El boxty és un altre plat tradicional. A Dublín és molt popular el coddle, que s'elabora amb salsitxes de carn de porc cuita. A Irlanda és famós l'esmorzar irlandès, que se serveix principalment amb carn de porc i pot incloure fried potato farls.
Una de les begudes més associades amb Irlanda és la Guinness que se sol servir als pubs, tot i que també és popular Smithwicks, que a la part continental d'Europa s'acostuma a conèixer com a Kilkenny). Sempre està present la tradició celta de prendre sidra, a més del whisky de malta i el cafè irlandès. Des de 1794, Irlanda produeix un dels licors amb més fama, el Licor Baileys, consistent en una barreja de crema de llet amb whisky irlandès, amb un contingut alcohòlic final del 17% del volum.

### Símbols estatals
L'estat comparteix molts dels símbols de l'illa d'Irlanda, entre els quals destaquen els colors verd i blau, animals com el llebrer irlandès o el cérvol, estructures com les torres rodones o la creu celta, i dissenys com els nusos i les espirals celtes. El shamrock, una tipologia de trèvol, ha estat el símbol nacional d'Irlanda des del segle xvii, quan es va convertir en costum portar-ne un durant la diada de Sant Patrici. Aquests símbols són utilitzats tant per les institucions governamentals com per cossos privats de la República d'Irlanda.
La bandera d'Irlanda és una tricolor composta pel verd, el blanc i el taronja. La bandera deu els seus orígens al moviment Jove Irlanda de mitjans del segle xix, tot i que no es va popularitzar fins al seu ús durant l'alçament de Pasqua de 1916. Els colors representen la tradició gaèlica (verd) i els seguidors de Guillem d'Orange a Irlanda (taronja), essent el blanc la representació de l'aspiració de pau entre els dos. Va ser adoptada com la bandera de l'Estat Lliure d'Irlanda el 1922, mantenint-se com l'única bandera i ensenya del país. També hi ha una bandera naval, una bandera verda amb una arpa groga, establerta en els reglaments de les forces de defensa, i que oneja al pal principal dels vaixells, conjuntament amb la bandera nacional, en algunes circumstàncies (per exemple, quan un vaixell no està en moviment). Es basa en una ensenya no oficial d'Irlanda utilitzada entre els segles xviii i xix i la bandera verda tradicional d'Irlanda datada ja durant el segle xvi.
Al igual que la banderal nacional, l'himne nacional, Amhrán na bhFiann (en anglès: A Soldier's Song; "Una cançó del soldat"), remunta les seves arrels a l'alçament de Pasqua, moment en què la cançó va ser cantada pels rebels. Tot i que va ser publicada, originalment, en anglès, el 1912, va ser traduïda a l'irlandès el 1923, essent actualment la versió cantada més habitualment avui dia. La cançó va ser adoptada oficialment com l'himne de l'Estat Lliure d'Irlanda el 1926, i actualment segueix essent l'himne nacional de l'estat. Les primeres quatre estrofes de la tornada, seguides per les darreres cinc de la cançó, constitueixen l'himne presidencial.
L'escut d'Irlanda es va originar com l'escut dels monarques d'Irlandes, essent enregistrat com l'escut del Rei d'Irlanda durant el segle xii. A partir de la Unió de les Corones d'Anglaterra, Escòcia i Irlanda el 1603, apareixia quarterat a l'Escut del Regne Unit. Actualment és l'escut personal del president d'Irlanda, mentre aquest o aquesta assumeix el càrrec, i s'oneja com l'estendard presidencial. El símbol de l'arpa s'utilitza molt habitualment per part de l'estat per marcar documents oficials, monedes irlandeses i al segell del President d'Irlanda.